# دامنه سطح‌بالای کد کشوری
دامنه سطح‌بالای کُد کشوری (به انگلیسی: country code Top Level Domain) (به اختصار ccTLD)، یک دامنه‌اینترنتی سطح بالا است که به‌طور عمومی برای یک کشور، یک منطقه خودمختار، یا منطقه وابسته به قلمرو یک کشور مورد استفاده قرار گرفته یا رزرو شده‌است.
همه دامنه‌های سطح بالای کد کشوری با شناسه استاندارد اسکی (به انگلیسی: ASCII) دارای دو حرف می‌باشد، بطوری‌که می‌توان گفت همه دامنه‌های سطح بالای دو حرفی دامنه سطح بالای کد کشوری است.
در سال ۲۰۱۰، شرکت آیانا پیاده‌سازی دامنه سطح بالای بین‌المللی شده کد کشوری، متشکل از حروف زبان‌های محلی را برای استفاده کاربرها آغاز کرد. ایجاد و نمایندگی دامنه‌های سطح بالای کد کشوری در پرونده RFC 1591 شرح داده شده‌است.
علاوه بر دامنه‌های مبتنی بر استاندارد اَسکی، در حال حاضر چهار دامنه سطح‌بالای کد کشوری به زبان‌های روسی و عربی وجود دارند که کد بین‌المللی کشوری نامیده می‌شوند. دامنه سطح‌بالای کشوری ایران نقطه-آی‌آر (.ir) و نقطه-ایران (ایران) است. در حاضر نزدیک به ۹۰۰ هزار دامنه آی‌آر در مرکز کشوری دامنه، ایرانیک ثبت شده‌است.

## کاربرد نامتداولtyty
سادگی در محدودیت‌های اجرایی ثبت نام بعضی از دامنه‌های سطح‌بالای کد کشوری نتیجه خود را در نام دامنه‌هایی چون i.am , fa.st , tip.it , start.at و go.to به نمایش می‌گذارد. تغییرات دیگر در استفاده از دامنه سطح‌بالای کد کشوری در جاییکه نام دامنه و دامنه سطح‌دوم و دامنه سطح‌بالای کد کشوری با هم یا نام دامنه و دامنه سطح‌بالای کد کشوری با هم برای تشکیل یک واژه یا عبارت استفاده می‌شود هک دامنه (به انگلیسی: Domain Hack) نامیده می‌شود. نتیجه این امر را می‌توان در دامنه‌هایی چون blo.gs (دامنه .gs مربوط به جزایر جورجیای جنوبی و ساندویچ جنوبی) , del.icio.us (دامنه .us مربوط به ایالات متحده آمریکا)، و cr.yp.to (دامنه .to مربوط به تونگا) مشاهده کرد. دامنه .co برای کلمبیا علاقه قابل توجهی را به عنوان هماورد شایسته‌ای برای دامنه‌های سطح‌بالای عمومی برای استفاده تجاری به عنوان مخففی از واژه company ایجاد کرد. در ژوئن و ژوئیه سال ۲۰۱۰ دامنه .co برای ثبت عمومی آزاد شد.
دامنه‌های سطح‌بالای کد کشوری غیرمتعارف (مانند .cm) ممکن است بیشتر در اثر اشتباه نگارش نوشته شود. علاقه به دامنه .cm برای کامرون از آنجا ناشی شد که امکان دارد مردم بر اثر اشتباه نگارش حرف o را از دامنه وب‌سایت‌های .com جا بیندازند.

### استفاده تجاری و نامتداول
برخی از کوچکترین کشورهای دنیا اجازه استفاده تجاری از دامنه‌های سطح‌بالای خود را ارائه کردند. برای مثال، تووالو و ایالات فدرال میکرونزی، کشورهای کوچکی در اقیانوس آرام، به ترتیب با VeriSign و FSM Telecommunications برای فروش نام‌های دامنه با استفاده از دامنه‌های سطح‌بالای .tv و .fm به ایستگاه‌های تلویزیونی و رادیویی همکاری می‌کنند.
دامنه‌های سطح‌بالای کد کشوری نامتداول دامنه‌های سطح‌بالایی است که بخاطر نامشان برای اهداف مختلفی خارج از کشور مطبوع خود مورد استفاده قرار می‌گیرد.
برای مثال:
- .ac (جزایر آسنسیون) به عنوان دامنه‌ای برای استان وستربوتن در سوئد، مخففی برای عبارت (Västerbotten County).
- .ad (آندورا) اخیراً به‌طور فزاینده‌ای به عنوان دامنه‌ای برای شرکت‌ها و سرویس‌های تبلیغات، به عنوان مخففی برای عبارت (ADvertising).
- .ag (آنتیگوآ و باربودا) گاهی به عنوان دامنه‌ای برای وب‌سایت‌های کشاورزی، به عنوان مخففی برای عبارت (AGricultural)، در آلمانی AG مخفف واژه Aktiengesellschaft برای شرکت‌های مبتنی بر سهام داری و مشابه مخفف Inc. در ایالات متحده آمریکا می‌باشد.
- .am (ارمنستان) گاهی به عنوان دامنه‌ای برای ایستگاه‌های رادیویی ای‌ام یا برای هک‌های دامنه (مثال .i.am).
- .as (جزایر ساموآی آمریکا) در استونی، دانمارک و نروژ، AS برای شرکت‌های مبتنی بر سهام داری و مشابه مخفف Inc. در ایالات متحده آمریکا می‌باشد. در جمهوری چک، مشترک شرکت سهامی a.s. و مخفف عبارت (Akciová Spolecnost) می‌باشد.
- .at (اتریش) به عنوان دامنه‌ای برای پایان بخشیدن به واژه‌های ختم شده به at در انگلیسی (مثال e.ate.at).
- .be (بلژیک) گاهی به عنوان دامنه‌ای برای استان برن در سوییس، به عنوان مخففی برای عبارت (BErn).
- .by (بلاروس) گاهی در آلمان به عنوان دامنه‌ای برای استان بایرن، مخففی برای عبارت (BaYern).
- .ca (کانادا) گاهی برای استفاده در هک‌های دامنه (مثال histori.cahistori.ca دامنه‌اینترنتی مؤسسه سلطنتی هیستوریکا)، البته این نوع از استفاده از دامنه .ca محدود به داشتن اقامت در خود کانادا می‌باشد.
- .cc (جزایر کوکوس) به عنوان دامنه‌ای برای طیف گسترده‌ای از اجتماع‌های دانشگاهی، مخصوصاً پیش از اعطای اجازه استفاده از .edu.
- .cd (جمهوری دموکراتیک کنگو) به عنوان دامنه‌ای برای تجارت لوح فشرده و وب‌سایت‌های اشتراک گذاری.
- .ch (سوئیس) به عنوان دامنه‌ای برای وب‌سایت بعضی کلیساها (CHurch).
- .ck (جزایر کوک) به‌طور قابل توجهی به‌وسیلهٔ طنز ناتان بارلی (به انگلیسی: Nathan Barley) از کریس موریس (به انگلیسی: Chris Morris) که به همراه دامنه .co به معنی واژه خروس (cock) می‌باشد مورد سوءاستفاده قرار گرفت (مثال .co.ck در trashbat.co.cktrashbat.co.ck).
- .co (کلمبیا) به عنوان دامنه‌ای برای اهداف تجاری، مخففی برای عبارت‌های “COmmercial” , “COrporation” یا “COmpany”.
- .dj (جیبوتی) به عنوان دامنه‌ای برای تجارت لوح فشرده و هنرمندان دی‌جی.
- .fm (ایالات فدرال میکرونزی) اغلب به عنوان دامنه‌ای برای ایستگاه‌های رادیویی اف‌ام و حتی ایستگاه‌های رادیویی غیر اف‌ام مانند ایستگاه‌های رادیوی اینترنتی.
- .gi (جبل الطارق)
- .gg (گینه استوایی) گاهی به عنوان دامنه‌ای برای صنایع بازی و قماربازی، به‌خصوص در مورد مسابقه اسب سواری و پوکر آنلاین.
- .im (جزیره مان) گاهی به عنوان دامنه‌ای برای سرویس‌ها و برنامه‌های پیام‌رسان، به عنوان مخففی برای عبارت (Instant Messaging).
- .in (هند) به عنوان دامنه‌ای برای صنعت اینترنت، مخففی برای عبارت (INternet).
- .io (قلمروی اقیانوس هند بریتانیا). نمونه قابل توجه در وب‌سایت اشتراک گذاری آنلاین Drop.ioDrop.io و وب‌سایت فهرست کار Done.ioDone.io.
- .ir (ایران) مخفف IRan
- .is (ایسلند) به عنوان معنی واژه است یا هست (is) در زبان انگلیسی که یک فعل است یا در هک‌های دامنه (مثال نام.is. صفت یا فعل).
- .it (ایتالیا) به عنوان دامنه‌ای برای استفاده در هک‌های دامنه (مثال .has.it).
- .je (جرسی) اغلب به عنوان بیان کوچک بودن در زبان هلندی (مثال huis.je) و به عنوان معنی واژه شما (you) (مثال zoek.je به معنی جستجوی شما)، یا به عنوان معنی واژه من (I) در زبان فرانسوی (مثال moi.jemoi.je).
- .la (لائوس) به عنوان دامنه‌ای برای لس آنجلس، مخففی برای عبارت (Los Angeles).
- .li (لیختنشتاین) به عنوان دامنه‌ای برای لانگ آیلند، مخففی برای عبارت (Long Island).
- .lv (لتونی) به عنوان دامنه‌ای برای لاس وگاس یا عشق، مخففی برای عبارت‌های (Las Vegas) یا (LoVe).
- .ly (لیبی) به عنوان دامنه‌ای برای پایان بخشیدن به واژه‌های ختم شده به ly در انگلیسی.
- .md (مولداوی) به عنوان دامنه‌ای برای صنایع پزشکی، مخففی برای عبارت (MeDical).
- .me (مونته نگرو) به عنوان دامنه‌ای برای استفاده شخصی و هک‌های دامنه.
- .mn (مغولستان) به عنوان دامنه‌ای برای مینه سوتا، مخففی برای عبارت (MiNnesota).
- .ms (جزایر مونتسرات) به عنوان دامنه‌ای برای طرح‌های مایکروسافت (مثال popfly.mspopfly.ms)، مخففی برای عبارت (MicroSoft).
- .mu (جزیره موریس) به عنوان دامنه‌ای برای صنعت موسیقی، مخففی برای عبارت (MUsic).
- .ni (نیکاراگوئه) گاهی به عنوان دامنه‌ای برای شرکت‌های واقع در ایرلند شمالی مورد پذیرش قرار می‌گیرد، مخففی برای عبارت (Northern Ireland)، مخصوصاً برای تمایز با استفاده همیشگی از .uk در همه جای بریتانیای کبیر.
- .nu (نیووی) به عنوان معنای واژه جدید (new) در زبان انگلیسی و معنی واژه حالا (now) در زبان‌های اسکاندیناوی و هلندی و معنی واژه عریان (nude) در زبان فرانسوی و پرتغالی.
- .pr (پورتوریکو) به عنوان دامنه‌ای برای روابط عمومی‌ها، به عنوان مخففی برای عبارت (Public Relations).
- .py (پاراگوئه) به نشانی nic.py مراجعه کنید.
- .rs (صربستان) به عنوان دامنه‌ای برای پایان بخشیدن به واژه‌های ختم شده به rs در انگلیسی (مثال blogge.rs).
- .sc (جزایر سیشیل) گاهی به عنوان دامنه‌ای برای منابع، مخففی برای عبارت (SourCe).
- .sh (جزیره سنت هلن) گاهی به عنوان دامنه‌ای برای نهادهای مرتبط به آلمان، ایالت اشلسویگ-هولشتاین از آلمان، استان شافهاوسن از سوئیس، یا شهرهای شانگهای و شن‌ژن از چین، مخففی برای عبارت‌های (Schleswig-Holstein) , (ScHaffhausen) , (SHanghai) یا (SHenzen).
- .si (اسلوونی) به عنوان دامنه‌ای برای وب‌سایت‌های اسپانیایی به معنی واژه بلی در آن زبان.
- .sr (سورینام) به عنوان دامنه‌ای برای بزرگترها در ایالات متحده آمریکا، به عنوان مخففی برای عبارت (SenioRs).
- .st (سائوتومه و پرینسیپ) به عنوان دامنه‌ای برای خیابان، مخففی برای عبارت (STreet).
- .tk (توکلائو) خریداری شده به‌وسیلهٔ یک شخص و قرار گرفته شده در دسترس عموم.
- .tm (ترکمنستان) به عنوان دامنه‌ای برای مارک تجاری، مخففی برای عبارت (Trade Mark).
- .to (تونگا) اغلب به عنوان معنای واژه به (to) در زبان انگلیسی یا در هک‌های دامنه (مثال go.to)، همچنین به عنوان دامنه‌ای برای شهر تورنتو در کانادا یا شهر تورین در ایتالیا، مخففی برای عبارت‌های (TOronto) و (Turin) یا (TOrino در زبان ایتالیایی).
- .tv (تووالو) به عنوان دامنه‌ای برای تلویزیون یا اهداف صنعت سرگرمی. همچین برای تجارت‌های محلی استان تریویزو در ایتالیا.
- .vg (جزایر ویرجین بریتانیا) به عنوان دامنه‌ای برای بازی‌های ویدئویی، مخففی برای عبارت (Video Games).
- .vu (جزیره وانواتو) به عنوان معنای واژه دیده می‌شود (seen) در زبان فرانسه و مخففی برای واژه دیدن (view) در زبان انگلیسی.
- .ws (ساموآ، پیشتر ساموآی غربی) به عنوان دامنه‌ای برای وب‌سایت، مخففی برای عبارت (WebSite).